# Luigi Einaudi
Luigi Numa Lorenzo Einaudi [luídži ejnávdi], italijanski politik, ekonomist, akademik in novinar, * 24. marec, 1874, Carrù, Cuneo, Piemont, † 30. oktober 1961, Rim.

## Življenje
Rodil se je v mestu Carrù (v Pokrajini Cuneo) očetu Lorenzu, koncesionar pobiranja davkov, in materi Placidi Fracchia, registriran je na matičnem uradu z imeni Luigi, Numa in Lorenzo. Leta 1888 je oče osirotel in se je preselil v Dogliani, rojstni kraj svoje matere. Po študiju v Savoni, ga pošljejo v Narodni internat Umberta I. v Torinu in diplomira na Klasičnem liceju Camilla Bensa Cavourja z najvišjimi ocenami, nato konča univerzitetne študije na Univerzi v Torinu, kjer je obiskoval Laboratorij za politično ekonomijo Salvatoreja Cognettija de Martiisa.